# Parisus nomoxerus
Parisus nomoxerus är en tvåvingeart som först beskrevs av Hesse 1961.  Parisus nomoxerus ingår i släktet Parisus och familjen svävflugor. Inga underarter finns listade i Catalogue of Life.